# Margot Robbie
Margot Elise Robbie (IPA: /ˈmɑːrɡoʊ ˈrɒbi/) (Dalby, 1990. július 2. –) Oscar-, BAFTA- és Golden Globe-díjra jelölt ausztrál színésznő és filmproducer. A Time magazin 2017-ben a világ 100 legbefolyásosabb embere, 2019-ben pedig a világ legjobban fizetett színésznői közé sorolta.
A queenslandi Dalbyben született és Gold Coastban nevelkedett Robbie a Somerset College nevű tizenkétosztályos iskolában járt drámaórákra. Pályafutása a 2000-es évek végén kisebb ausztrál filmekkel kezdődött, majd szerepet kapott a Szomszédok című szappanoperában, amelyben 2008 és 2011 között szerepelt. A televíziós sorozatban nyújtott alakításáért kétszer is Logie-díjra jelölték hazájában. Miután az Egyesült Államokba költözött, szerepelt az ABC Pan Am című televíziós sorozatában (2011–2012). 2013-ban szerepet kapott az Időről időre című romantikus vígjátékban, és ugyanabban az évben szerzett nemzetközi ismertséget is, miután Martin Scorsese életrajzi ihletésű filmdrámájában,  A Wall Street farkasában Leonardo DiCaprio oldalán szerepelhetett. 2014-ben alapította a LuckyChap Entertainment nevű filmprodukciós céget.
2015-ben a Focus – A látszat csal című filmben szerepelt, 2016-ban pedig Jane Porter szerepét alakította a Tarzan legendájában. Ugyanebben az évben játszotta Harley Quinnt a Suicide Squad – Öngyilkos osztagban.  Pályája addigi legkedvezőbb kritikai elismerését 2017-ben kapta, amikor az Én, Tonya című életrajzi drámában Tonya Harding műkorcsolyázó alakját elevenítette meg. Alakításáért 2017-ben Oscar-díjra jelölték a legjobb női főszereplő kategóriában. 2018-ban a Két királynő című filmben I. Erzsébet angol királynőt alakította, amiért jelölték a 72. BAFTA-gála legjobb női mellékszereplő díjára. 2019-ben együtt dolgozott Quentin Tarantinóval a Volt egyszer egy Hollywoodban, 2020-ban pedig újból Harley Quinnt alakította a Ragadozó madarak (és egy bizonyos Harley Quinn csodasztikus felszabadulása) című filmben.

## Gyermekkora
Margot Elise Robbie az ausztráliai Dalby városában, Queensland államban született, és Gold Coastban nőtt fel. Édesanyja, Sarie Kessler, fizikoterapeuta, édesapja egykori farmtulajdonos. Három testvére van, Lachlan, Cameron és Anya. Robbie-t testvéreivel együtt édesanyja egyedül nevelte; minimális kapcsolata van az édesapjával. Tizenhat éves korában egyszerre három munkahelyen dolgozott. A Somerset College-ban végezte el a középiskolát, ahol drámaórákra is járt. Tizenhét évesen döntött úgy, hogy Melbourne-be költözik és a színészkedésből fog élni.

## Színészi pályafutása

### 2007–2012: Pályafutásának kezdete és aSzomszédok

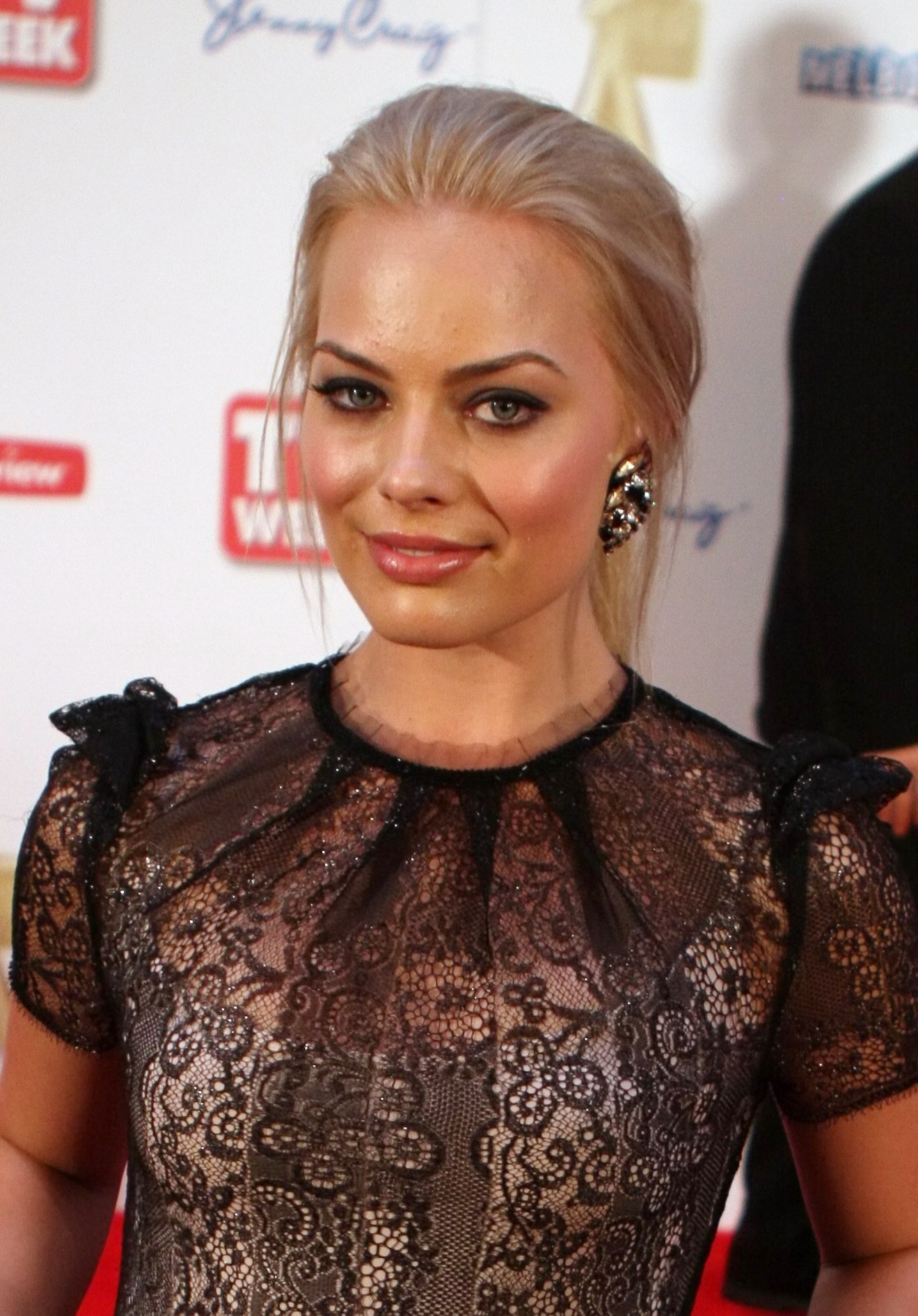
2011-ben

Színészi pályafutása 2007-ben kezdődött az I.C.U. és a Vigilante  című filmekben kapott kisebb szerepekkel. Előbbi meghallgatásán lenyűgözte a rendezőt, aki azonnal szerepet ajánlott az akkor teljesen ismeretlen színésznőnek. Robbie reklámokban is feltűnt, de kapott televíziós szerepeket is, játszott az Elefánt hercegnőben, és Caitlin Brentfordot alakította a hazájában futó City Homicide című drámasorozatban. 2008 júniusától kezdve Donna Freedman karakterét alakította az ausztrál televíziós sorozatban, a Szomszédokban. A karakter eredetileg csak vendégszereplő lett volna, azonban később állandó szerepet kapott, 311 epizódon át láthatták a sorozat nézői a televízióban. Robbie egy, a Digital Spy internetes oldalnak adott interjújában elmondta, hogy a meghallgatások után barátjával snowboardozni mentek Kanadába, de két nap után haza kellett utaznia, miután felhívták, hogy megkapta a szerepet.
2009 elején szerepelt a Network 10 nevű csatorna feltörekvő színészeit bemutató sorozatában, júliusban pedig a csatorna Talkin' 'Bout Your Generation című show-műsorába kapott meghívást. Ugyanebben az évben jelölték a legnépszerűbb új női tehetség kategóriába az ausztrál Logie-díjra. 2010 szeptemberében bejelentette, hogy majdnem három év után el akarja hagyni a Szomszédokat, hogy Hollywoodban folytathassa színészi karrierjét. 2011. január 26-án vették fel utolsó jelenteit a sorozatban, és ugyanazon év áprilisában a legnépszerűbb színésznő kategóriában újabb jelölést kapott a Logie-díjra.
Los Angelesben a 2011-es Charlie angyalai című televíziós sorozat meghallgatásán vett részt. Ott végül nem kapott szerepet, azonban 14 epizód erejéig alakította Laura Cameron, az újonnan kiképzett légiutas-kísérő szerepét az ABC Pan Am című sorozatában. A sorozatot a kedvező kritika ellenére egy év után megszüntették.

### 2013–2016: A nemzetközi elismertség kivívása
2013-ban szerepet kapott Richard Curtis romantikus vígjátékában, az Időről időre című filmben, ahol Domhnall Gleeson, Rachel McAdams és Bill Nighy voltak a színésztársai. Az Időről időre az Egyesült Királyságban 2013. szeptember 4-én, az Egyesült Államokban pedig 2013. november 1-jén jelent meg. A 12 millió dolláros költségvetésből forgatott film pozitív értékelést kapott a kritikusoktól, és 87 millió dollár bevételt termelt. Ezt követően kapott lehetőséget Martin Scorsese életrajzi drámájában, a A Wall Street farkasában, amiben a Leonardo DiCaprio által játszott Jordan Belfort feleségét, Naomi Lapagliát alakította. A szerep meghozta számára a széleskörű ismertséget, a film mind kritikailag, mind pedig pénzügyileg sikeres volt, öt Oscar-díj-jelölést kapott a későbbiekben. Robbie-t a kritikusok dicsérték alakítása és brooklyni akcentusa miatt, Sasha Stone kritikus szerint pedig ő volt Scorsese legjobb szőke bombázója, mióta Cathy Moriarty feltűnt a Dühöngő bikában. Szerepléséért a Golden Schmoes Awardon elnyerte a legjobb női mellékszereplő díját, és az év színésznője kategóriában is ő lett az első. Az Empire Awardson a legjobb elsőfilmes díját vehette át, az MTV Movie Awardson pedig a a legjobb feltörekvő színésznek járó díjra jelölték. 2014-ben megalapította a a LuckyChap Entertainment nevű filmprodukciós céget.

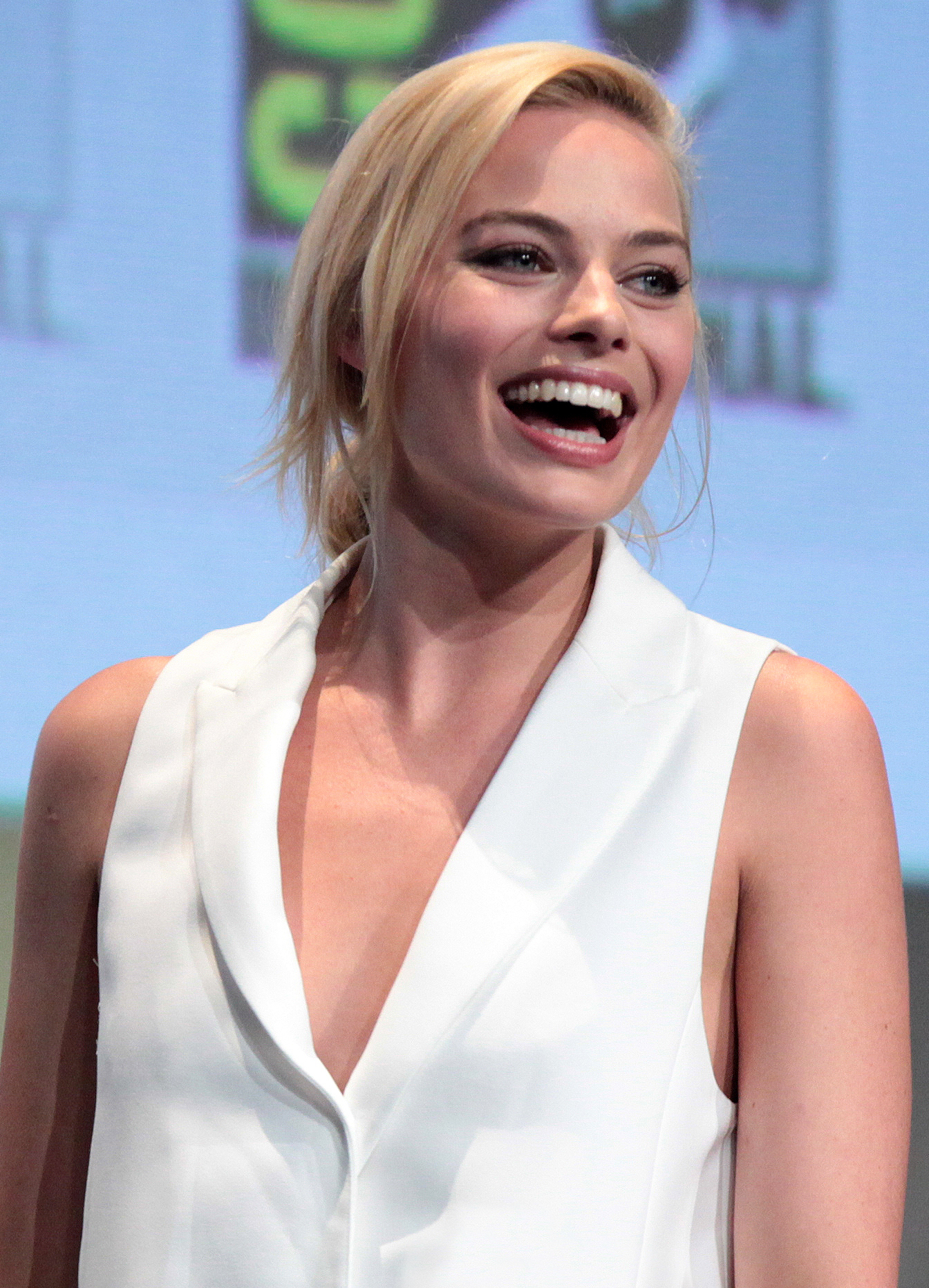
A San Diegó-i Comic-Conon 2015-ben

2015-ben Will Smith-szel játszott együtt a Focus – A látszat csalban. A filmben egy fiatal csalót alakít, akit Smith karaktere vesz a szárnyai alá. A produkciót 2015. február 27-én mutatták be, összességében vegyes kritikát kapott, Robbie teljesítményét pedig összességében dicsérték. A Focus világszerte több mint 150 millió dollár bevételt termelt. Az év végén jelölték a British Academy of Film and Television Arts díjára a Rising Star kategóriában. Abban az évben szerepelt még Chris Pine és Chiwetel Ejiofor közös filmjében, az Új-Zélandon forgatott Z, mint Zakariásban. A filmet 2015. január 24-én mutatták be a Sundance Filmfesztiválon, míg a mozikban 2015. augusztus 28-án mutatták be, és összességében pozitív kritikákat kapott, csakúgy mint Robbie színészi alakítása. Drew McWeeny a HitFix internetes oldalon azt írta: "Robbie itt is elvégzett munkája egy nap korosztályának egyik legjobb színésznőjévé teszi."
Robbie  szerepelt a Szomszédok-sorozat 30. évfordulójára megjelentetett dokumentumfilmben, amely a Csillagok újra együtt (Neighbours 30th: The Stars Reunite) alcímet kapta és amelyet 2015 márciusában mutattak be Ausztráliában és az Egyesült Királyságban. Ezt követően Celine szerepét alakította a Francia szvit című filmben, amely Saul Dibb rendezésében adaptálta Irène Némirovsky novelláját. A film pozitív értékelést kapott. 2015-ben szerepelt még a 2015. december 11-én megjelent A nagy dobásban.
A 2016-ban bemutatott Afganisztáni víg napjaimban Tanya Vanderpoel, egy fiatal újságíró karakterét alakította. A film 2016. március 4-én jelent meg a Paramount Pictures forgalmazásában, és Robbie együtt játszhatott Tina Feyjel, Martin Freemannel és Alfred Molinával. Ugyanebben az évben Jane Portert alakította a David Yates által rendezett Tarzan legendájában. A film július 1-jén jelent meg.
2016-ban a harmadik szerepe a Warner Bros. DC Comics karakterein alapuló szuperhősfilmjében, a Suicide Squad – Öngyilkos osztagban, mint Harley Quinn. A filmben együtt játszott Will Smith-szel, az Oscar-díjas Jared Letóval, Viola Davisszel és Joel Kinnamannal. A forgatás 2015. április 13-án kezdődött, a filmet 2016. augusztus 5-én mutatták be. Robbie alakítását több kritikus dicsérte, magát a produkciót azonban sok negatív bírálat érte. 2016. október 1-jén szerepelt a Saturday Night Live-ban. Tervben volt egy a DreamWorks Animation által készítendő animációs film is, amely a Larrikins címet viselte volna, és amelyben szinkronszerepet szántak neki, de a produkció készítői visszaléptek a projekttől, mielőtt az megvalósulhatott volna.

### 2017–2020: Én, Tonya és a DC Comics szuperhősfilmjei

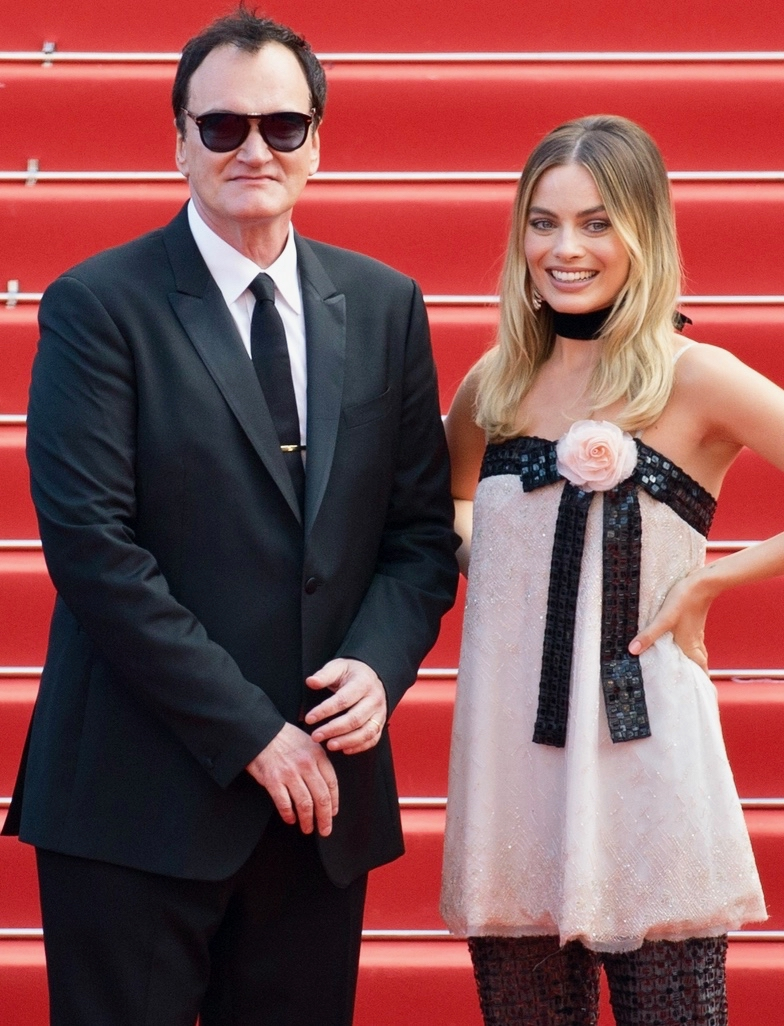
Quentin Tarantinóval a Volt egyszer egy Hollywood bemutatóján a 2019-es cannes-i fesztiválon

2017-ben Domhnall Gleeson oldalán szerepelt a Viszlát, Christopher Robin című filmben, mint Daphne de Sélincourt, Alan Alexander Milne felesége. Ezt követte a Én, Tonya című filmben a világbajnoki ezüstérmes műkorcsolyázó, Tonya Harding megformálása Craig Gillespie életrajzi drámájában. Harding ábrázolásáért Robbie-t BAFTA-díjra, Golden Globe-díjra és Oscar-díjra is jelölték a legjobb női főszereplő kategóriában. Ő volt az első színésznő, akit a Filmművészeti és Filmtudományi Akadémia díjára jelöltek sportoló életrajzi filmjében nyújtott alakításáért. Ebben az évben a Time magazin a világ 100 legbefolyásosabb embere közé sorolta, és szerepelt a Forbes 30 Under 30 elnevezésű, évente összeállított listáján is.
2018-ban a Nyúl Péter című vegyes technikájú filmben Tapsi szinkronhangja volt. A film Beatrix Potter könyvsorozatának adaptációja. Ezt követően Vaughn Stein thrillerfilmjében, a Terminálban alakította Annie szerepét és Audrey-t a Mészárszék rulez című horror-vígjátékban. A Két királynőben a fiatal I. Erzsébet angol királynőt alakította a I. Mária skót királynőt játszó Saoirse Ronan mellett. Alakításáért BAFTA-díjra és Screen Actors Guild-díjra jelölték legjobb női mellékszereplő kategóriában.
2019-ben szerepelt az 1930-as években a Dust Bowl-jelenség sújtotta Amerikát idéző Dreamland című thrillerben, aminek társproducere is volt. Ezt követően a Quentin Tarantino által rendezett Volt egyszer egy Hollywoodban játszotta Sharon Tate szerepét. A bűnügyi-drámában együtt szerepelt Leonardo DiCaprióval és Brad Pittel. Az évben a Forbes listája szerint a világ nyolcadik legjobban fizetett színésznőjévé vált évi 23,5 millió dolláros jövedelmével, és a The Hollywood Reporter a 100 legszórakoztatóbb ember közé sorolta.
A szintén 2019-ben bemutatásra kerülő, Bombshell című drámában Kayla Pospisil szerepét alakította. A produkció cselekménye a Fox News női munkatársainak történetére és a Roger Aileshez fűződő viszonyukra összpontosít. A Warner Bros. szuperhősfilmjeiben újra magára ölthette Harley Quinn jelmezét, a 2020 februárjában megjelenő Ragadozó madarak (és egy bizonyos Harley Quinn csodasztikus felszabadulása) címet viselő filmen kívül a stúdió tervbe vette az Öngyilkos osztag folytatását is. Újabb szinkronszerepet a Nyúl Péter második részében is kapott, és látható Matt Ruff Bad Monkeys című novellájának adaptációjában is, valamint előkészületek alatt áll egy Emerald Fennellel való közös produkció, az Ígéretes fiatal nő (Promising Young Woman) címet viselő thriller, amelynek bemutatójának dátuma még nem ismert.

## Magánélete és egyéb munkái
2014-ben találkozott Tom Ackerley brit rendező asszisztenssel a Francia szvit forgatásán, és 2016 decemberében a Byron-öbölben tartott privát ünnepségen házasodtak össze. Ő és Ackerley korábban Londonban éltek öt másik barátjukkal, egy három hálószobás házban, majd később Los Angelesbe költöztek.
2016 májusában Calvin Klein bejelentette, hogy Robbie lesz az új Deep Euphoria parfüm illatának reklámarca. 2017-ben szerepelt a Nissan elektromos autóinak reklámfilmjében. 2018 februárjában a Chanel divatház nagykövete lett. Ő volt az utolsó, akit a 2019 februárjában elhunyt Karl Lagerfeld választott ki a pozícióra. A Net-a-Porter divattal foglalkozó internetes oldal 2018-ban a legjobban öltözött nők közé sorolta. 2019 augusztusában a Chanel Gabrielle Essence nevű illatmárkájának reklámarca lett.

## Filmográfia

### Film
Filmproducer
| Év   | Magyar cím                                                                  | Eredeti cím                   | Szerep                             | Magyar hang     |
| ---- | --------------------------------------------------------------------------- | ----------------------------- | ---------------------------------- | --------------- |
| 2008 |                                                                             | Vigilante                     | Cassandra                          |                 |
| 2009 | I.C.U.                                                                      | ICU                           | Tristan Waters                     |                 |
| 2013 | Időről időre                                                                | About Time                    | Charlotte                          | Bartsch Kata    |
| 2013 | A Wall Street farkasa                                                       | The Wolf of Wall Street       | Naomi Lapaglia                     | Zsigmond Tamara |
| 2015 | Z, mint Zakariás                                                            | Z for Zachariah               | Ann Burden                         |                 |
| 2015 | Focus – A látszat csal                                                      | Focus                         | Jess Barrett                       | Peller Mariann  |
| 2015 | Francia szvit                                                               | Suite Française               | Celine                             | Kiss Erika      |
| 2015 | A nagy dobás                                                                | The Big Short                 | önmaga (cameo)                     | Solecki Janka   |
| 2016 | Afganisztáni víg napjaim                                                    | Whiskey Tango Foxtrot         | Tanya Vanderpoel                   | Zsigmond Tamara |
| 2016 | Tarzan legendája                                                            | The Legend of Tarzan          | Jane Porter                        | Peller Mariann  |
| 2016 | Suicide Squad – Öngyilkos osztag                                            | Suicide Squad                 | Dr. Harleen Quinzel / Harley Quinn | Peller Mariann  |
| 2017 | Viszlát, Christopher Robin                                                  | Goodbye Christopher Robin     | Daphne de Sélincourt               | Pálmai Anna     |
| 2017 | Én, Tonya                                                                   | I, Tonya                      | Tonya Harding                      | Szilágyi Csenge |
| 2018 | Nyúl Péter                                                                  | Peter Rabbit                  | Tapsi (hangja) / narrátor          | Sodró Eliza     |
| 2018 | Végállomás                                                                  | Terminal                      | Annie / Bonnie                     |                 |
| 2018 | Mészárszék rulez                                                            | Slaughterhouse Rulez          | Audrey (cameo)                     | Pálmai Anna     |
| 2018 | Két királynő                                                                | Mary Queen of Scots           | I. Erzsébet angol királynő         | Peller Mariann  |
| 2019 | A vágyak földjén                                                            | Dreamland                     | Allison Wells                      | Peller Anna     |
| 2019 | Volt egyszer egy Hollywood                                                  | Once Upon a Time in Hollywood | Sharon Tate                        | Dobó Enikő      |
| 2019 | Botrány                                                                     | Bombshell                     | Kayla Pospisil                     | Peller Mariann  |
| 2020 | Ragadozó madarak (és egy bizonyos Harley Quinn csodasztikus felszabadulása) | Birds of Prey                 | Dr. Harleen Quinzel / Harley Quinn | Peller Mariann  |
| 2020 | Ígéretes fiatal nő                                                          | Promising Young Woman         | nem szerepel                       | –               |
| 2021 | Nyúl Péter 2. – Nyúlcipő                                                    | Peter Rabbit 2: The Runaway   | Tapsi (hangja)                     | Sodró Eliza     |
| 2021 | The Suicide Squad – Az öngyilkos osztag                                     | The Suicide Squad             | Dr. Harleen Quinzel / Harley Quinn | Peller Mariann  |
| 2022 | Amszterdam                                                                  | Amsterdam                     | Valerie Voze                       | Peller Mariann  |
| 2022 | Babylon                                                                     | Babylon                       | Nellie LaRoy                       | Peller Mariann  |
| 2023 | Asteroid City                                                               | Asteroid City                 | Steenbeck elhunyt felesége         | Peller Mariann  |
| 2023 | Barbie                                                                      | Barbie                        | Barbie                             | Peller Mariann  |

### Televízió
| Év        | Magyar cím          | Eredeti cím                        | Szerep                           | Jegyzetek                             |
| --------- | ------------------- | ---------------------------------- | -------------------------------- | ------------------------------------- |
| 2008      |                     | Review with Myles Barlow           | Kelly                            | 1 epizód                              |
| 2008      | Elefánt hercegnő    | The Elephant Princess              | Juliet (stáblistán nem szerepel) | 2 epizód                              |
| 2008      |                     | City Homicide                      | Caitlin Brentford                | 1 epizód                              |
| 2008–2011 | Szomszédok          | Neighbours                         | Donna Freedman                   | 327 epizód                            |
| 2011–2012 |                     | Pan Am                             | Laura Cameron                    | 14 epizód                             |
| 2015      | Csúcsmodellek       | Top Gear                           | önmaga                           | 1 epizód                              |
| 2015      |                     | Neighbours 30th: The Stars Reunite | önmaga                           | dokumentumfilm                        |
| 2016      | Saturday Night Live | Saturday Night Live                | vendég                           | 1 epizód (Margot Robbie / The Weeknd) |

## Díjai és jelölései
Margot Robbie-t 2017-ben Tonya Harding világbajnoki ezüstérmes műkorcsolyázó alakjának megformázásáért az Én, Tonya című filmben jelölték a legjobb női főszereplőnek járó díjra a 90. Oscar-gálán. 2018-ban I. Erzsébet angol királynőt alakította a Két királynő című filmben, amiért a legjobb női mellékszereplőnek járó díjra jelölték a 72. BAFTA-gálán.
A Botrány és a Volt egyszer egy Hollywood című filmekben nyújtott alakításáért legjobb női mellékszereplő kategóriában újabb jelöléseket kapott mindhárom díjra, azonban egyiket sem nyerte meg.

## Fordítás
- Ez a szócikk részben vagy egészben  a   Margot Robbie című angol Wikipédia-szócikk fordításán alapul.  Az eredeti cikk szerkesztőit annak laptörténete sorolja fel. Ez a jelzés csupán a megfogalmazás eredetét és a szerzői jogokat jelzi, nem szolgál a cikkben szereplő információk forrásmegjelöléseként.